# Antonios Papakonstantinou
Antonios Papakonstantinou (griechisch Αντώνης Παπακωνσταντίνου, * 18. März 1999) ist ein griechischer Leichtgewichts-Ruderer. Bei den Olympischen Spielen 2024 wurde er Dritter im Leichtgewichts-Doppelzweier. Bei Weltmeisterschaften erruderte er drei Silbermedaillen, 2022 wurde er Europameister.

## Sportliche Karriere
Antonios Papakonstantinou studierte Biologie. Er rudert für den Ägyptischen Nautikclub in Attica.
Bei den U23-Weltmeisterschaften 2018 gewann Papakonstantinou zusammen mit Ioannis Marokos die Silbermedaille im Leichtgewichts-Zweier ohne Steuermann hinter dem irischen Boot. Bei den Weltmeisterschaften 2018 in Plowdiw siegten die Italiener, Papakonstantinou und Marokos wurden Zweite mit fast drei Sekunden Rückstand. 2019 wechselte Papakonstantinou in den Leichtgewichts-Doppelzweier. Zusammen mit Petros Gkaidatzis ruderte er bei den Europameisterschaften im C-Finale und bei den Weltmeisterschaften im D-Finale. Nur bei den U23-Weltmeisterschaften erreichten die beiden Griechen das A-Finale und wurden Sechste.
Wegen der COVID-19-Pandemie fanden die Europameisterschaften 2020 erst im Oktober in Posen statt. Antonios Papakonstantinou startete im Leichtgewichts-Einer und verpasste als Vierter die Medaillenränge um etwas über zwei Sekunden. Nachdem ihm 2021 die Olympiaqualifikation im Leichtgewichts-Doppelzweier mit zwei verschiedenen Partnern nicht gelungen war, trat er bei den U23-Weltmeisterschaften im Leichtgewichts-Einer an und erruderte die Goldmedaille. 2022 bei den Europameisterschaften in München siegte Papakonstantinou im Leichtgewichts-Einer mit über zwei Sekunden Vorsprung vor dem Italiener Gabriel Soares. Bei den Weltmeisterschaften in Račice u Štětí siegte Soares mit zwei Sekunden Vorsprung vor dem Griechen.
2023 bildeten Petros Gkaidatzis und Antonios Papakonstantinou wieder einen Leichtgewichts-Doppelzweier. Bei den Europameisterschaften in Bled erruderten die beiden die Bronzemedaille hinter den Booten aus der Schweiz und aus Italien. Drei Monate später bei den Weltmeisterschaften in Belgrad belegten die Griechen als Sieger des C-Finales lediglich den 13. Platz. 2024 qualifizierten sich Petros Gkaidatzis und Antonios Papakonstantinou in der Qualifikationsregatta der letzten Chance in Luzern für die Olympischen Spiele in Paris. In der olympischen Regatta mussten die Griechen nach den Vorläufen in den Hoffnungslauf, den sie dann gewannen. Im Halbfinale wurden die Griechen Zweite hinter den Italienern Stefano Oppo und Gabriel Soares. Im Endlauf siegten die irischen Titelverteidiger Fintan McCarthy und Paul O’Donovan mit über zwei Sekunden Vorsprung vor den Italienern, 0,11 Sekunden hinter den Italienern überquerten die beiden Griechen als Dritte die Ziellinie und gewannen die Bronzemedaille. Drei Wochen nach den Olympischen Spielen fanden die Weltmeisterschaften in den nicht-olympischen Bootsklassen statt. Paul O’Donovan siegte im Leichtgewichts-Einer vor Antonios Papakonstantinou, Dritter wurde der Italiener Niels Torre.